# Phalanger lullulae
Phalanger lullulae é uma espécie de marsupial da família Phalangeridae. Endêmica de Papua-Nova Guiné.